# Camila Guebur
Camila Guebur (Curitiba, 10 de julio de 1980) es una modelo y actriz brasileña.

## Carrera
Nacida en Curitiba, Camila comenzó muy temprano su carrera artística. Gracias a los estímulos e incentivos de su madre, y a su vez por intermedio de una agencia de modelos infantiles, su primer trabajo fue un comercial de TV, cuando tenía apenas seis años de edad, aún en la capital paranaense. Luego, con trece años, Camila participó de una selección de modelos hecha por una revista para adolescentes, realizada en São Paulo, finalizando en tercer lugar.
Más tarde, durante la grabación de un aviso comercial, conoció al director Jayme Monjardim, que le aconsejó trasladarse a São Paulo para estudiar teatro. Así, en el año 1997, con 18 años, Camila se muda a la capital paulista, donde realizó diversos cursos de interpretación, entre ellos uno en la Oficina de Actores de O Globo.
Paralelamente a esos cursos, Camila también hacía castings para luego conseguir algunas participaciones pequeñas en la Rede Globo; una en la serie Sandy & Junior y otra en la novela Desejos de Mulher, desde 2000 hasta 2002 respectivamente.
En 2003, Camila tuvo su primera experiencia en el cinema, a través del cortometraje "Hotel".
Su primer papel en una novela, resultó en Cidadão Brasileiro, de la Rede Record, en 2006. En 2009 actuó en la novela Bela, a Feia, también de la Rede Record, donde interpretó su principal personaje: la recepcionista Sheyla Valadares.
Hasta hoy, Camila participa de comerciales y en campañas publicitarias.

## Televisión
| Año  | Novela/Seriado                    | Personaje             |
| ---- | --------------------------------- | --------------------- |
| 2000 | Sandy & Júnior                    | Participación         |
| 2002 | Desejos de Mulher                 | Participación         |
| 2006 | Cidadão Brasileiro                | Cristina              |
| 2007 | Amor e intrigas                   | Vitória               |
| 2008 | Os Mutantes - Caminhos do Coração | Fabiana (mujer-Cobra) |
| 2009 | Bela, a Feia                      | Sheyla Valadares      |